# 슬로댄스
《슬로댄스》(Slow Dance)는 2005년 7월 4일부터 9월 12일까지 후지 TV 게츠쿠 시간대에 방송된 텔레비전 드라마이다. 쓰마부키 사토시와 후카쓰 에리가 주연을 맡았으며, 코바야시 마오와 니시노 아키히로(킹콩)의 첫 드라마 출연으로 주목을 모았다.

## 출연진
- 세리자와 리이치 - 츠마부키 사토시
- 마키노 이사키 - 후카츠 에리
- 히로세 아유미 - 코바야시 마오
- 하세베 코헤이 - 타나카 케이
- 기다 다카시 - 니시노 아키히로
- 세리자와 에이스케 - 후지키 나오히토
- 코이케 미노 - 히로스에 료코
- 야시마 유타 - 코이즈미 코타로
- 에가미 마사유키 - 카츠무라 마사노부
- 소노다 유키에 - 에비하라 유리
- 이치사카 스스무 - 누쿠미즈 요이치
- 사사키 - 타카오카 소스케
- 이와마츠 료